# Ignaz Bittmann

Ignaz Bittmann

Warenhaus Bittmann an der Wiener Kärntner Straße 26 (vor 1900)

Katalogseite von Ig. Bittmann (vor 1892)

Ignaz Bittmann (* 23. Februar 1851 in Wien; † 28. April 1913 ebenda) war während der k.u.k. Monarchie ein bedeutender Lieferant für Kinder-Garderobe und betrieb eine Wäsche-Fabrik in Wien.

## Biographie
Ignaz Bittmann begann im Jahre 1879 in einem bescheidenen Laden in der Weihburggasse Nr. 2 seine geschäftliche Tätigkeit, indem er die Erzeugung und den Verkauf einfacher Wäsche aufnahm. Der junge Unternehmer war bestrebt, bei mäßigen Preisen durchweg gute, solide Wäsche zu liefern. So verschaffte er sich in kurzer Zeit einen ausgedehnten Kundenkreis und bald die Notwendigkeit heraus, ein zweites Lokal an der Singerstraße 8 aufzunehmen, wo mit dem Verkauf neuer Erzeugnisse, wie Schlafröcke, Négligés usw. begonnen wurde. Der Firmeninhaber verfolgte den Werdegang der Mode in den maßgebenden Plätzen aufmerksam und so wandte er, als in Berlin die Jersey-Taille in Gebrauch kamen, sein Interesse diesem Artikel zu. Er erkannte bald, dass derartige Konfektionsstücke in Wien leicht Aufnahme finden würden und tatsächlich brauchte es nur kurze Zeit, um denselben eine ganz außerordentliche Beliebtheit zu verschaffen. Das Verständnis der Damenwelt für das Praktische dieser neuen Mode hatte der Idee Bittmanns vollen Erfolg verschafft. Die rasch steigende Nachfrage veranlasste nunmehr die heimische Textil-Industrie sich der Fabrikation des Trikotstoffes zuzuwenden, und so gab die von Ignaz Bittmann in Österreich eingeführte Mode den Anstoß zur Begründung eines erträgnisreichen inländischen Produktionszweiges. Damals erforderte das stetige Anwachsen des Unternehmens eine bedeutende räumliche Vergrößerung des Geschäftes, und es wurden daher die großen Lokalitäten des Hauses Nr. 26 in der Kärntner Straße für den Geschäftsbetrieb adaptiert.
Auch die Trikottracht war dem Wandel der Mode unterworfen. Allein sie hinterließ einen dauernden Effekt. Die Damenwelt hatte für aparte Blusen Vorliebe gefasst und so traten an die Stelle des Trikots lediglich andere Stoffe, Flanell für den Winter, Batist für den Sommer usw. Dieser Geschmacksrichtung wurde Ignaz Bittermann durch die Herstellung ausgewählter Erzeugnisse gerecht und von Wien aus nahm dann die Bluse ihren Siegeslauf durch die ganze Welt. Um 1900 waren die Trikottaillen und Anzüge beliebte und gesuchte Artikel der Firma Bittmann.
Besondere Sorgfalt verwandte die Firma auf die Konfektion der Kindergarderobe. Auf zahlreichen Reisen nach Paris, London, Brüssel und Berlin informierte sich Bittmann über diese Artikel und verwertete seine Erfahrungen in einer Weise, dass auch hierin der Wiener Geschmack volle Befriedigung fand. Sein Wiener Warenhaus an der Kärntner Straße wurde als „Kindermodepalais“ hauptsächlich diesem Geschäftszweige gewidmet.
Der starke Absatz beschäftigte mehrere hundert Arbeiterinnen, viele von ihnen schon 10 bis 15 Jahre hindurch und einzelne noch längere Zeit. Der Kundenkreis des Hauses war nicht nur in Österreich, sondern auch im Ausland. Auf vielen Ausstellungen wurden die Erzeugnisse prämiert und erhielten in Paris, Wien, Linz und Innsbruck sowie auf der Jubiläumsausstellung 1898 die höchsten Preise.
Ignaz Bittmann, der Gründer und Chef der Firma, fand für seine verdienstlichen Leistungen Anerkennung durch Verleihung des k.u.k. Hoflieferantentitels und wurde überdies durch das Offizierskreuz des königlich serbischen Takowa-Ordens ausgezeichnet. Von Kaiser Franz Joseph I. erhielt er 1907 das Goldene Verdienstkreuz mit der Krone.
Das Unternehmen, dessen Leitung Bittmanns Sohn Rudolf (1880–1964) übernahm, wurde nach dem  Anschluss Österreichs 1938 arisiert, die Kunstsammlung wurde versteigert.